# Grb Gvineje Bisau
Grb Gvineje Bisau je službeno usvojena ubrzo nakon proglašenja nezavisnosti od Portugala 1973. godine. 
Pri vrhu grba se nalazi "Crna zvijezda Afrike", koju okružuje dvije maslinove grančice. Na dnu grba nalazi se školjka koja predstavlja koja simbolizira položaj države na obali zapadne Afrike. Na grbu se nalazi i bijela traka s državnim geslom na portugalskom: Unidade, Luta, Progresso (Jedinstvo, borba, napredak).